# Niyaz Iliasov
Niyaz Iliasov –en ruso, Нияз Ильясов– (Bataisk, 10 de agosto de 1995) es un deportista ruso que compite en judo.
Participó en los Juegos Olímpicos de Tokio 2020, obteniendo una medalla de bronce en la categoría de –100 kg. Ganó dos medallas en el Campeonato Mundial de Judo, plata en 2019 y bronce en 2018.

## Palmarés internacional
| Juegos Olímpicos   | Juegos Olímpicos  | Juegos Olímpicos  | Juegos Olímpicos |
| Año                | Lugar             | Medalla           | Categoría        |
| ------------------ | ----------------- | ----------------- | ---------------- |
| 2020               | Tokio (Japón)     | Medalla de bronce | –100 kg          |
| Campeonato Mundial |                   |                   |                  |
| Año                | Lugar             | Medalla           | Categoría        |
| 2018               | Bakú (Azerbaiyán) | Medalla de bronce | –100 kg          |
| 2019               | Tokio (Japón)     | Medalla de plata  | –100 kg          |